# Basilique Sainte-Marie de Phoenix
La basilique Sainte-Marie, officiellement nommée église de l'Immaculée-Conception de la Bienheureuse Vierge Marie est une église située à Phoenix, en Arizona, fondée en 1881 et animée par les Franciscains depuis 1895. 
L'église fut terminée en 1914, consacrée en 1915 et ajoutée au Registre national des lieux historiques comme église Sainte-Marie en 1978. Cette église représente la plus ancienne paroisse catholique dans la zone de Phoenix et la seule paroisse catholique à Phoenix jusqu'en 1924. Elle abrite la plus grande collection de vitraux de tout l'Arizona. Elle est élevée au rang de basilique mineure en 1987.

## Architecture
La structure de l'église, du style du renouveau du style architectural des missions et néocolonial espagnol soutient quatre dômes qui s'étendent sur toute la longueur de la basilique. Tous ces dômes sont de style composite, avec des pendentifs de style roman qui transfèrent le poids de la voûte sur les piliers. Le dôme situé à la croisée de la nef, du transept et de l'abside contient des vitraux et constitue une lanterne qui éclaire la nef et le sanctuaire. Le dôme situé au-dessus de l'autel est recouvert d'une coupole qui fournit de la lumière à l'autel.

## Statut de basilique
Le Pape Jean-Paul II a élevé l'église au rang de basilique mineure avant sa visite à Phoenix en 1987. Elle est ainsi devenue la 32e basilique aux États-Unis et est encore la seule basilique en Arizona. Considérée comme l'une des fiertés (Points of Pride) de la ville, la basilique est située à l'intersection de la 3e rue Nord et de la rue Monroe, dans le centre-ville, dans le Copper Square. La messe y est célébrée tous les jours.

## Galerie d'images

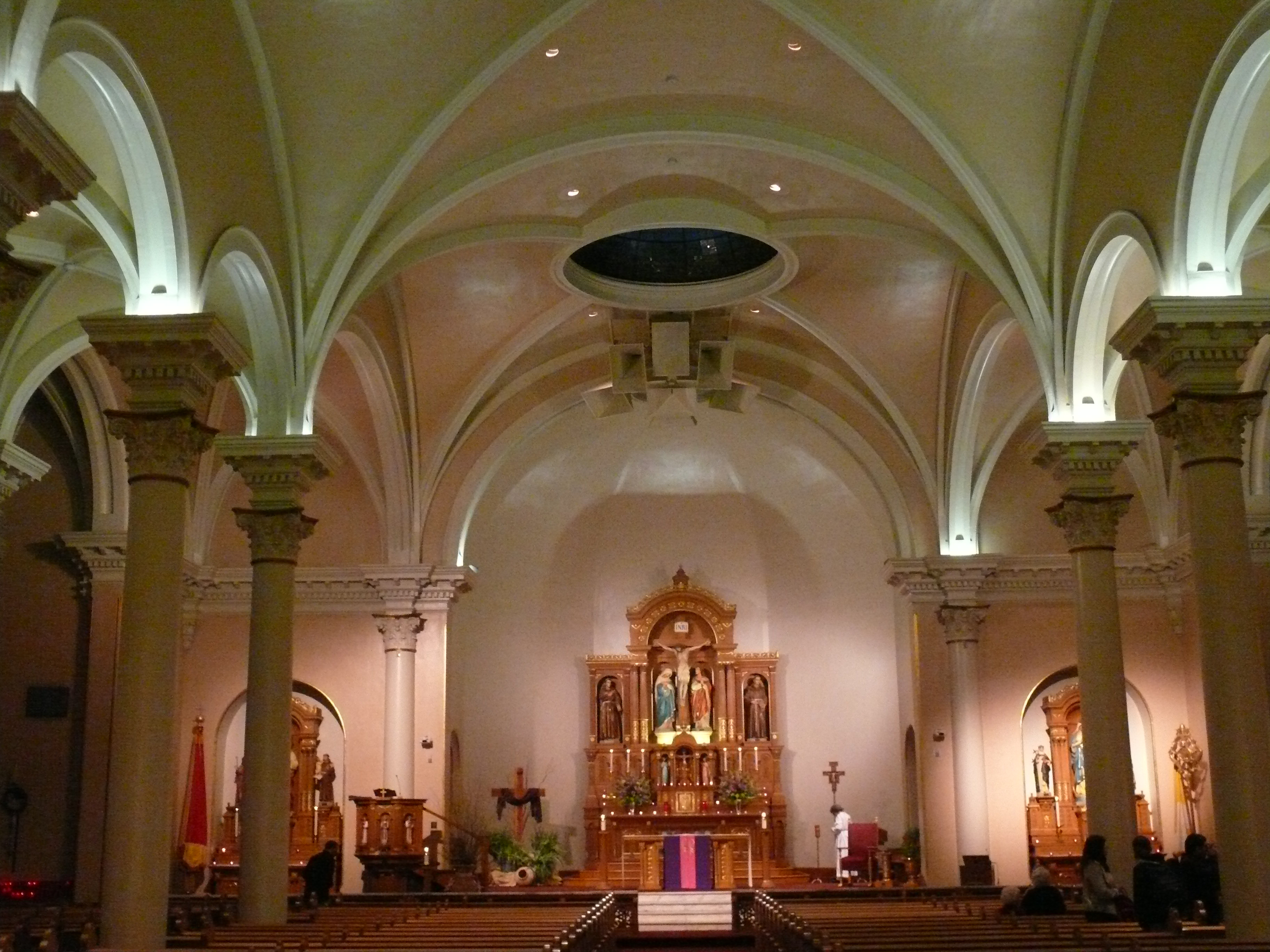
La nef
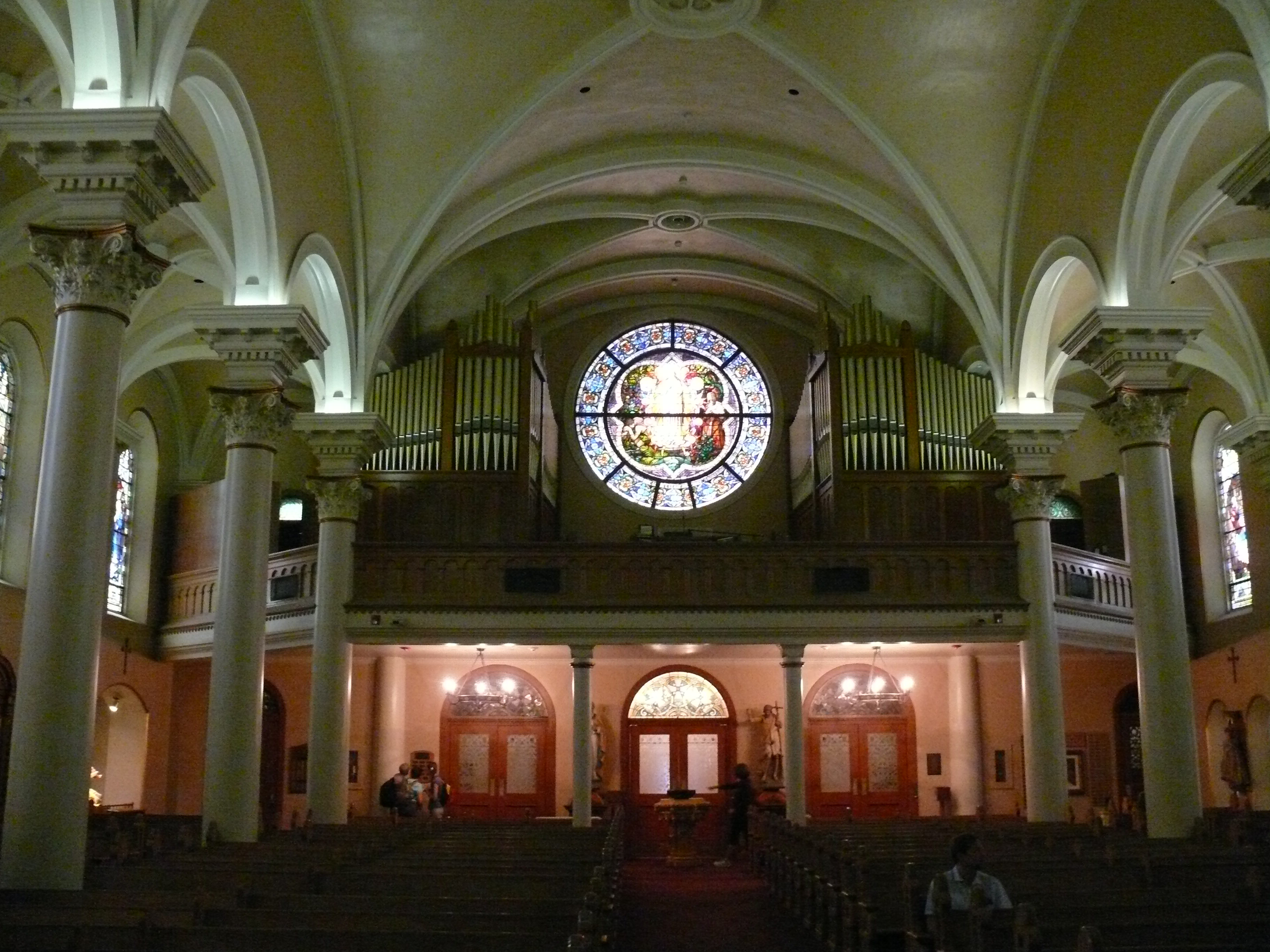
L'entrée et l'orgue
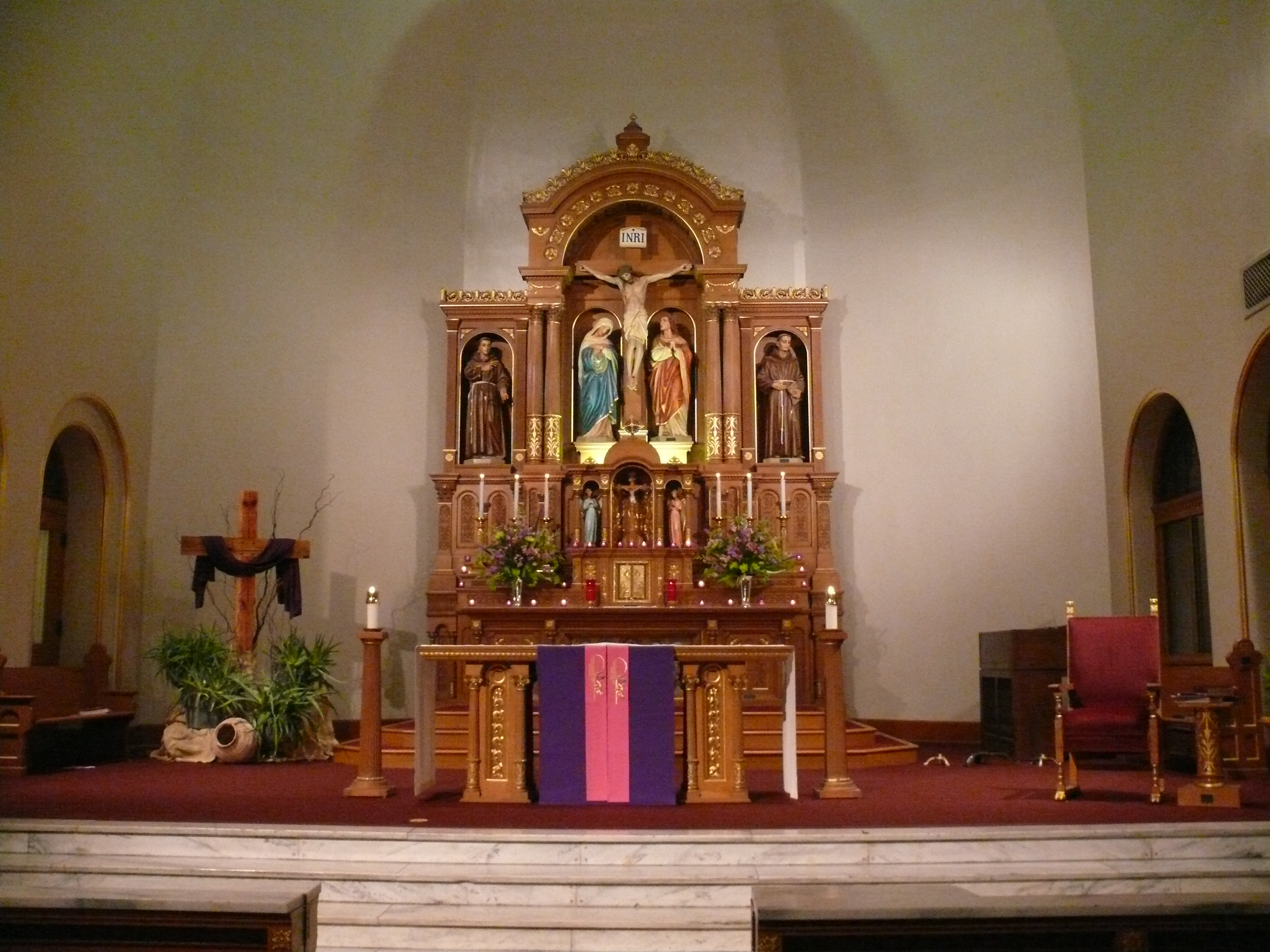
Le chœur
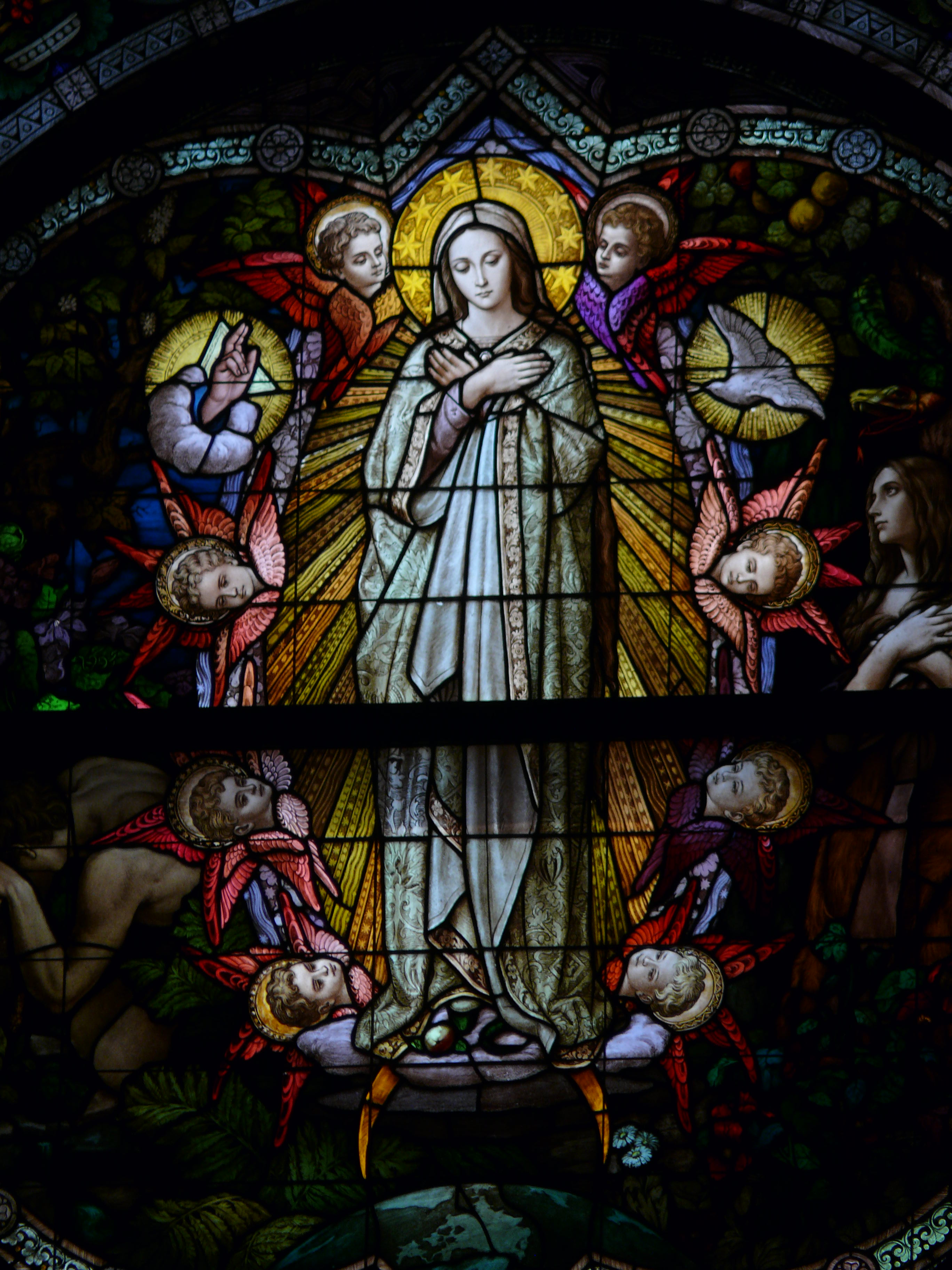
Détail d'un vitrail